# エリカ・バレチュ
エリカ・バレチュ（フランス語: Ericka Bareigts、1967年4月16日 - ）は、サン＝ドニ（レユニオン）出身のフランスの政治家、社会党員。
2008年にサン＝ドニ副市長の職責からレユニオン北部自治体連合議長に就任し、自治体連合トップを務める初めてのレユニオン出身の女性となった。海外領土における2009年欧州議会議員選挙の社会党名簿を率い、2012年国民議会選挙 (レユニオン)で国民議会議員に当選した。
2016年から2017年の間、オランド政権の第2次ヴァルス内閣及びカズヌーヴ内閣で副大臣（実践的な平等担当）、次いで海外領土大臣を務めた。その後、国民議会に復帰した。
2020年サン＝ドニ市議会選挙で左派連合を率いて勝利して同市の初女性市長となり、2021年レユニオン地域圏議会選挙で議長就任を目指すも失敗した。翌年、レユニオン地域圏議会副議長に就任した。

## 略歴

### 出自及び家族
エリカ・バレチュは、コルシカ島、マダガスカル出身の人物を曽祖父母に持ち、父は教師、母は貧しい農家出身である。サン＝ドニで生まれ、マダガスカル内陸部のサカイで育った。
老人介護施設を営む夫との間に、2人の娘がいる。.

### 学歴
1980年代中盤にレユニオン大学で学び、法律学の大学研究学位（準学士相当）を取得した後、パンテオン・ソルボンヌ大学で学業を続けた。そして、企業法の修士号を取得。その後、英語習得のためロンドンに8カ月滞在した後、レユニオンに戻り、1992年に企業法の高等専門学位（修士相当）を取得した。

### 職歴
地方公務員採用試験に合格し、1992年にレユニオン地域圏議会法務担当となる。1998年には、県の社会福祉担当となり、高齢者、障害者そして公衆衛生のための公共政策を担った。

## 政治活動

### 初期
1986年、社会党に入党し、選挙対策チームに加わる。バレチュは、特に学生運動に従事した。アラン・ドヴァケ研究・高等教育担当大臣が競争的な大学入試の導入といった大学改革を試みるも、バレチュはこれに反対した。最終的に、改革案は1986年12月8日撤回された。
バレチュは党の書記となり、連合評議会入りし、社会党全国大会委員に任命された。また、社会党レユニオン連合政治局員に選出された。
2008年サン＝ドニ市議会選挙で、義父にあたるジルベール・アンネットの名簿で出馬した。2008年3月16日、名簿は2次選でルネ＝ポール・ヴィクトリア率いる国民運動連合の名簿に対して53.8%の得票率を達成した。その結果、バレチュは第2副市長（人道開発担当）に任命された。
同年、バレチュはサン＝ドニ、サント＝マリー及びサント＝シュザンヌからなるレユニオン北部自治体連合の議長に選出され、レユニオンの自治体連合の初女性トップとなった。2010年にジャン＝ルイ・ラグルグが後任についた。
バレチュは、2009年欧州議会議員選挙海外領土選挙区の社会党名簿第1位に選出されるも、バレチュの知名度の低さから、フィガロ紙は「大胆な博打」と評した。バレチュの名簿である「社会党と欧州を今変革」は20.3%の票を得るも、マリー＝リュース・パンシャール率いる与党連合（29.7%）及びエリー・オアロ率いる海外領土連盟（21%）の後塵を拝した。
バレチュは、2010年レユニオン地域圏議会選挙に18%の得票率で当選した。

### レユニオン選出国民議会議員
2012年、バレチュはレユニオン第1区から国民議会総選挙に出馬した。バレチュは2次選で55.2%（19,611票）を獲得し、フランスのための中道の候補であり、レユニオン県議会議長であるナシマ・ディンダル（15,937票）を破り、当選した。
バレチュは、国民議会経済委員会に所属した。また、法律上の海外領土代表団の一員及び海外領土国家政策評価全国委員会正規委員を務めた。加えて、「社会・連帯経済」研究グループ副会長及びマダガスカル及びセーシェル友好議員連盟副会長を務めた。
2012年9月、海外領土経済規則及び海外領土関係措置に関する法律案の報告人を務めた。2013年6月には、憲法第73条パラグラフ3及び4に定める国家規範権限移譲の可能性をレユニオンの自治体にも拡大することを企図する憲法改正発議を行った。
2014年、バレチュは、1960年代から1970年代にかけてフランス本土に移送された子供たちに関する決議を提出し、国民議会で可決された。2013年9月、海外領土におけるエネルギー法採択に関して報告書を提出した。また、規範簡素化に係る法律の一部、そしてグリーン成長のためのエネルギー改革に関するセゴレーヌ・ロワイヤル法案の海外領土に係る部分の報告人を務めた。
2014年、バレチュは海外領土社会党全国書記に任命された。
2015年初頭、バレチュは、マクロン法について、海外領土県が国の祝日（カトリックの祝日に基づくもの）をコミュニティー独自の祝日（主にイスラム教、ヒンドゥー教）に置き換えられるように同法の修正案を提出した。国民議会で可決されるも、この修正は国家レベルのみならずレユニオンのような地域レベルでも強い反発を生み、元老院では賛成多数で否決された。
2015年9月、フランスを「白人の国」と形容したナディーヌ・モラノの発言へのバレチュの反論が国民議会で絶賛された。バレチュは「共和国の黒人代議員である私にとって、モラノ氏が描いたフランスは、私のフランスではありません」と述べた。マニュエル・ヴァルスは、バレチュの発言を受けて、「はい、マリアンヌ（フランスの象徴）に人種はなく、肌の色もありません。今日、マリアンヌを体現するのはバレチュ議員です。」と答えた。

### フランソワ・オランド政権下での大臣就任
2016年2月11日、バレチュは、首相府副大臣（実践的平等担当）に任命された。バレチュは、ジョルジュ・ポー＝ランジュヴァン海外領土大臣とともに海外領土平等法案を準備し、第1条で「海外領土は国家の優先事項の1つをなす」とし、段階的に生活レベル・水準の差を縮める方策を定めた。この法案は、期待外れのものだったと評されている。
2016年8月30日、バレチュは、一身上の事情により辞任したポー＝ランジュヴァンの後任として海外領土大臣に任命された。1958年以降海外県出身の４人目の閣僚であり、レユニオン出身の女性として初めて閣僚に就任したが、知名度の低さに苦しんだ。本土と海外領土との間の平等実現を唱え、「地域成長」を促進しようと試みた。初出張先として、フランスで最も貧しい海外県であるマヨットを訪れた。バレチュは、1941年以降の気象観測記録で前例のない干ばつにマヨットが襲われたとき、再度同地を訪問している。
2016年11月4日、バレチュは、海外領土の遺産を保護し、文化、芸術及び科学分野における潜在性を評価し、かつこれらの領域における海外領土の地域的協力を強化するべく、ユネスコ仏国内委員会との協定にサインした。
2016年、バレチュは、社会的混合又は社会的差別に係る市民平等法案の起草者の一員として名を連ねるが、哲学者のドミニク・ルクールはこの法が「風刺画のごとく民主主義思想の構想を表現」し、「規範的な熱狂」が結果として「政治権力の権威主義的実行」につながっていると評した。
2017年市民予備選挙ではマニュエル・ヴァルスを支持し、ヴァルスの選挙対策本部の一員も務めた。ブノワ・アモンの勝利後、バレチュは大統領選挙海外領土議員調整員に任命された。
2017年2月14日、海外領土平等法は、国民議会で5日前に可決されたのと同様に、元老院でも全会一致で可決された。海外県・海外領土が全体計画の中で経済・社会開発を企画できるようになるほか、同法は、社会給付のレベル及び基準をフランス本土と同じものに収束することを規定している。同日、バレチュは、海外領土省でTotal Respect連合と協力して海外領土におけるLGBTに関する初の大規模集会を実施した。
2017年3月20日以降、仏領ギアナ騒乱の際に、バレチュは対応の遅さと意思疎通の欠如のため衆目を集めた。3月30日、マティアス・フェクル内務大臣とともに仏領ギアナ入りをし、バレチュの「ギアナの人々」への謝罪によって交渉は再開した。しかし、10億ユーロの特別支出の提案の後、議論は失敗に終わり、2017年4月3日なっても状況を打開できなかった。10億8500万ユーロの緊急計画と段階的な合意が最終的になされた。計画には、フランス領ギアナ及び自治体への2万5千ヘクタールの土地の譲渡、ラリヴォ橋の二車線化、恒常的な機動憲兵隊部隊の駐在、カイエンヌでの司法機関の設置、サン＝ローラン＝デュ＝マロニにおける矯正施設の設置が盛り込まれた。2017年4月1日夜にカイエンヌ県庁で「Pou la Guyann Dékolé」と交渉がなされた、分野別の合意が緊急計画を補完している。措置の中には、アメリカ先住民及びブシネンゲに対する40万ヘクタールの土地の返却、土地管理のためのアメリカ先住民不動産事務所の設立及び鉱山に係る県の委員会へのアメリカ先住民等の代表出席が含まれている。「仏領ギアナの歴史において最大の社会運動が初めて獲得した勝利」と報道で評された。
ギアナ合意は、最終的に2017年4月21日に署名され、騒乱は終了し、交通封鎖も解除された。同合意は、5月2日、官報で告示され、ベルナール・カズヌーヴ首相によって称賛されたほか、バレチュ自身も「ギアナの未来のための格別の一日」と評して称賛した。しかし、バレチュは、憲法によって「フランスは不可分な共和国である」と規定されているにもかかわらず、「ギニアの人々」と言及したことから批判された。アニック・ジラルダンへの引継ぎの際に、自身の発言について「思うに、最も重要なことはギアナへの政府の新しい考え方だった」と述べて謝罪した。

### 代議士への復帰

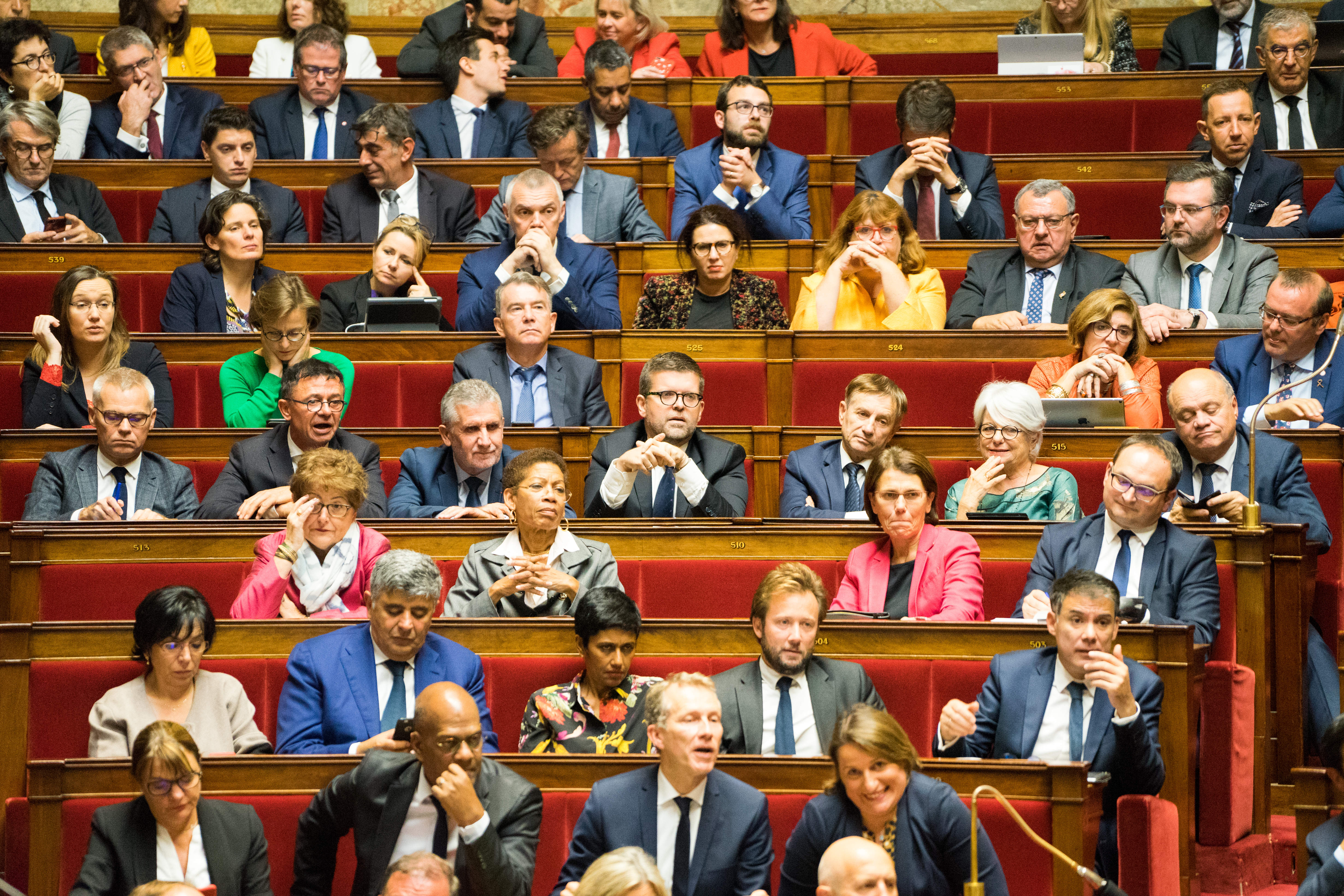
2018年国民議会の会議に出席するバレチュ（2列目中央）

2017年6月18日、バレチュは、共和党候補に対して66%の票を獲得し、レユニオン第1区で国民議会議員に当選した。「マクロンに比肩し得る」と評され、共和国前進はバレチュに対する対立候補を立てなかった。7月18日、国民議会海外領土代表団団長に立候補するも、グアドループ選出議員であるオリヴィエ・セルヴァに敗退した。バレチュは、ボリス・ヴァローとともに、会派「新左派グループ」のスポークスウーマンに任命された。厚生委員会委員として、特に連帯、家族、障害に関する政策テーマに取り組み、高齢者等を介護する家族や障害者への社会保障税が高額であるとして非難した。
2017年7月8日、バレチュは社会党中央指導部入りした。2018年9月12日、フランソワ・ド・リュジの入閣を経て、バレチュは、会派「社会党グループ」として国民議会議長に立候補し、32票を集めた。
2018年6月1日、海外領土及びコルシカを1986年制定沿岸法の適用から除外し、海や砂浜の近くに公共又は私的施設の建築を容認することを政府が意図する中、バレチュは、本会議でこの動きを後退させることに成功した。国土副大臣のジュリアン・ドノルマンディーは、最終的にバレチュの削除修正を支持し、適用除外が「十分に定義されていなかった」と認めた。

### サン＝ドニ市長
2020年サン＝ドニ市議会選挙に、バレチュは左派連合の名簿トップで臨んだ。バレチュの名簿は、1次選でディディエ・ロベール地域圏議長率いる右派諸派の24.9%、ナシマ・ディンダル元老院議員率いる中道諸派（13%）に対して42.7%の票を獲得した。バレチュは、2次選を見据えて中道諸派と名簿を融合し、ディディエ・ロベールに対して58.9%の票を得た。2020年7月4日、サン＝ドニ市議会によって市長に選出され、レユニオンの県庁所在地で初の女性首長となった。
レユニオンにおけるCOVID-19の感染の拡大を理由に、バレチュは、2020年8月、マスク着用義務や公共の公園での10人以上の集会の禁止と言った新たな規制措置に係る市長命令を発出した。
バレチュは、海に面したサイクリングロードと南側大通のサイクリングロードをつなぐ8から10kmの自転車用の開発を発表し、サン＝ドニにおけるサイクリングロードを2倍にすることを期待した。また、バレチュは2021年2月以降、市内における電動自転車のシェアリングを始めることを約束した。
2021年、バレチュは、アンヌ・イダルゴが2022年フランス大統領選挙を見据えて設置したプラットフォームである「共通思想」に加わり、教育を担当した。そのわずか後に、サン＝ドニ市長に当選した場合は出馬しないと表明していたにもかかわらず、2021年レユニオン地域圏議会選挙への出馬を表明した。１次選の結果、バレチュの名簿は18.5%の票を獲得して3位となり、ディディエ・ロベール（31.1%）、ユゲット・ベロ（20.7%）の後塵を拝した。地元のサン＝ドニでは、バレチュを抑えて僅差でディディエ・ロベールが得票率トップとなったが、地元報道は「この結果は必ずしもサン＝ドニ市長の弱体化を意味するものではなく、おそらくサン＝ドニ住民がバレチュを逆さピラミッドに押し込めるよりも自分の自治体の首長のままであることを好んだのではないか」と記した。バレチュは、2次選に向けてユゲット・ベロと名簿を統合した。ベロとの連合名簿で第3位に身を置き、地域圏議会議員に当選した。2022年10月、レユニオン地域圏議会副議長に就任。
2023年4月26日、バレチュは、ジェローム・フィリッピニ県知事及びロラン・クリューゼル南インド洋管区フランス軍司令官とともに、1856年以来サン＝ドニのグーヴェルヌマン広場に鎮座していたマエ・ド・ラ・ブルドネの記念像をランベール兵舎に移設し、レユニオンのその他の軍事遺跡の隣に設置することを発表した。この像は、奴隷主義の著名な植民者を哀悼するものであるという理由で強く批判されていた。バレチュ曰く、目的は「歴史的な真実をあの場所に再度付与する」ことであり、1848年の奴隷制廃止の際には、まだ自由が祝われた場所である広場にこの像が設置されていなかったと判断した。この計画は、複数の団体による苦情申し立てに面しており、強い反発に直面している。

## 職歴詳細

### 内閣
- 2016年2月11日 – 同年8月30日：首相府副大臣（実践的平等担当）
- 2016年8月30日 – 2017年5月10日：海外領土大臣

### 国民議会
- 2012年6月20日 – 2016年3月12日：国民議会議員（レユニオン第1区）
- 2017年6月18日 – 2020年7月13日：国民議会議員（レユニオン第1区）

### 地方政府
- 2008年3月21日 – 2012年6月17日：サン＝ドニ第2副市長（人道開発担当）
- 2008年4月16日 – 2020年7月12日：レユニオン北部自治体連合（フランス語版）議長
- 2010年3月22日 – 2012年7月19日：レユニオン地域圏議会議員
- 2014年4月4日 – 2020年6月28日：サン＝ドニ市議会議員、統合・参加的民主主義担当委員
- 2020年7月4日 - 現職：サン＝ドニ市長
- 2021年7月2日 - 現職：レユニオン地域県議会議員
- 2022年10月28日 - 現職：レユニオン地域県議会副議長

## 栄典
2021年7月13日のデクレにより、「29年間に渡る元大臣及びレユニオンのサン＝ドニ市長としての勤務」という肩書でレジオンドヌール勲章のシュヴァリエに叙された。
元海外領土大臣として、バレチュは、2022年に設立された海外活動に関する名誉金メダルを受け取る資格がある。